# Зуйков, Алексей Васильевич
Алексей Васильевич Зуйков (1916—1977) — участник Великой Отечественной войны, заместитель командира батальона по политической части 875-го стрелкового полка 158-й стрелковой дивизии 43-й армии 1-го Прибалтийского фронта, старший лейтенант. Герой Советского Союза.

## Биография
Родился 15 февраля 1916 года в деревне Каменево (ныне — Ливенского района Орловской области) в семье крестьянина. Русский.
Окончил среднюю школу, курсы трактористов и автошколу. Работал колхозником в колхозе «Правда». Затем, выучившись на тракториста, трудился механизатором в Ливенской МТС. В 1934 году поступил в Болховскую автошколу и, окончив её, работал шофёром в подмосковной Истре в научно-исследовательском институте инженерной техники Красной Армии. Здесь его приняли в комсомол.
В Красной Армии с 14 октября 1937 года, служил красноармейцем-шофёром в 1-м Орджоникидзевском Краснознамённом пехотном училище. Член ВКП(б)/КПСС с 1940 года. В 1941 году окончил курсы младших политруков, в 1943 году — годичные курсы при Военно-политической академии имени В. И. Ленина, в 1944 году — Высшие всеармейские военно-политические курсы.
В Великой Отечественной войне с 1942 года. Воевал помощником начальника политотдела бригады по комсомолу, секретарём комсомольской организации полка, заместителем командира батальона по политической части, парторгом полка на Юго-Западном, Закавказском, 1-м Прибалтийском, 3-м и 2-м Белорусских фронтах. В боях два раза был тяжело ранен.
Заместитель командира батальона по политической части старший лейтенант Алексей Зуйков 15 сентября 1944 года в бою за населённый пункт Зилени (Бауский район, Латвийская ССР) находился в боевых порядках наступающей пехоты, поддерживаемой танками. В ответственный момент боя заменил экипаж одного из танков, огнём и гусеницами подавил 4 пулемётные точки противника и уничтожил десятки гитлеровцев, воодушевив тем самым бойцов на выполнение боевой задачи. В этом бою был тяжело ранен.
После войны продолжал службу в армии. С 1955 года служил заместителем по политчасти начальника 80-й автошколы ВВС Северо-Кавказского военного округа. С 1962 года подполковник А. В. Зуйков — в запасе.
Жил в Майкопе. Работал мастером аварийно-диспетчерской службы треста «Майгоргаз». Погиб в автокатастрофе 5 апреля 1977 года, похоронен в Майкопе, Республика Адыгея. На его могиле установлен обелиск.

## Награды
- Указом Президиума Верховного Совета СССР от 24 марта 1945 года за образцовое выполнение боевых заданий командования на фронте борьбы с немецко-фашистскими захватчиками и проявленные при этом мужество и героизм старшему лейтенанту Зуйкову Алексею Васильевичу присвоено звание Героя Советского Союза с вручением ордена Ленина и медали «Золотая Звезда» (№ 6196).
- Награждён также орденами Красного Знамени, Отечественной войны 1-й степени и медалями.